# 2008 en Somalie
Chronologie de l'Afrique
2006 en Somalie - 2007 en Somalie - 2008 en Somalie - 2009 en Somalie - 2010 en Somalie
2006 par pays en Afrique - 2007 par pays en Afrique - 2008 par pays en Afrique - 2009 par pays en Afrique - 2010 par pays en Afrique

## Chronologie

### Mars 2008
- Mercredi 19 mars 2008 : les États-Unis inscrivent les shebabs somaliens, une organisation de combattants islamistes, sur la liste américaine des organisations terroristes en raison de leurs activités et de leur lien avéré avec al-Qaïda.

### Avril 2008
- Vendredi 4 avril 2008 : des pirates somaliens prennent d'assaut un grand voilier de luxe français, le Ponant qui passait au large des côtes réputées comme un des hauts-lieux de la piraterie moderne. Il prend le chemin des côtes sud du Puntland à plusieurs centaines de kilomètres qui abritent des bandes de pirates très actives. La France met en œuvre son plan pirate-mer à partir de la base de Djibouti.

- Vendredi 11 avril 2008 : à la suite du paiement par l'armateur CMA CGM d'une somme de 2 millions de dollars, les otages du yacht Ponant ont été libérés par leurs ravisseurs. La marine française et le GIGN se sont alors lancés à la poursuite d'un des groupes qui a pu être arrêté avec une partie de la rançon. Six des ravisseurs ont été faits prisonniers lors de l'opération héliportée qui s'est poursuivie sur le territoire somalien avec l'autorisation des autorités somaliennes.

- Dimanche 13 avril 2008 : une attaque à la grenade opérée par des islamistes contre un cinéma à Marka à cent kilomètres au sud de la capitale Mogadiscio a fait quatre morts et une dizaine de blessés parmi les spectateurs.

- Lundi 14 avril 2008 : deux Britanniques et deux Kényans sont tués dans une école de Baladwayne (centre du pays) par des islamistes armés, membres des milices Chabaabs.

- Mercredi 16 avril 2008 : les six pirates somaliens arrêtés par les militaires français lors de l'opération de libération du yacht « Le Ponant » ont été transférés vers Paris, après que le ministre de la défense français, Hervé Morin, a reçu l'accord verbal des autorités somaliennes.

- Samedi 19 avril 2008 : des combats intenses et meurtriers ont opposé durant tout le week-end à Mogadiscio, et en particulier dans le quartier de Huriwaa, les troupes gouvernementales soutenues par des soldats éthiopiens à des groupes d'insurgés islamistes.
- Dimanche 20 avril 2008 ː Massacre de la Mosquée Al-Hidaya à  Mogadiscio lors de sa prise par les forces éthiopiennes.

- Lundi 21 avril 2008 :
  - Au large des côtes somaliennes, le thonier espagnol, le Paya de Bakio, a été abordé par des pirates à bord de vedettes rapides. Le gouvernement espagnol envoie la frégate Méndez Núñez qui se trouve à moins de deux jours de la zone et demande l'appui des États-Unis et de la France.
  - Les combats du week-end à Mogadiscio auraient fait plus de quatre-vingts morts pour la plupart des civils. Toute la semaine des combats avaient eu lieu dans des localités au nord et au sud.

### Mai 2008
- Jeudi 1er mai 2008 : à l'aube, un bombardier AC-130 de l'US Air Force a frappé un quartier de Dusamareb, une petite ville à 450 km au nord de Mogadiscio faisant plusieurs dizaines de morts. Parmi eux, un des principaux chefs islamistes du pays, Aden Hashi Farah, plus connu sous son nom de guerre Ayro. À la tête du groupe extrémiste al-Shebab, inféodé à al-Qaïda, il est responsable depuis 2004, de multiples attentats et attaques contre le gouvernement somalien, soutenu par les Nations unies et les troupes éthiopiennes. Il lui est imputé les meurtres de plusieurs employés d'ONG, de journalistes et d'activistes des droits de l'homme.

- Lundi 5 mai 2008 :
  - Les forces de sécurité de Mogadiscio ont ouvert le feu sur une manifestation de plusieurs milliers de personnes protestant contre la hausse des prix des denrées alimentaires. Cinq personnes ont été tuées.
  - Quatre des six pirates arrêtés après l'opération du Ponant appartiendraient au clan du président Abdullah Yusuf Ahmed[1].

- Mercredi 21 mai 2008 : des hommes armés enlèvent dans le village d'Awdhigle --  à 70 km au sud de Mogadiscio -- trois employés de l'ONG Cooperazione Italiano dont deux travailleurs humanitaires italiens et une Somalienne.
- Lundi 26 mai 2008 : un cargo est pris d'assaut par des pirates au large des côtes.
- Vendredi 30 mai 2008 : deux nouveaux cargos sont pris d'assaut par des pirates au large des côtes.

### Juin 2008
- Samedi 7 juin 2008 : Nafteh Dahir, correspondant local de la BBC est assassiné par balles.

- Vendredi 20 juin 2008 : des affrontements entre des insurgés et l'armée éthiopienne ont fait 13 morts dont 11 civils à Mogadiscio.

- Mardi 24 juin 2008 : quatre allemands dont un enfant sont enlevés sur leur yacht par des pirates dans le golfe d'Aden et sont retenus dans la zone montagneuse du Puntland.

- Jeudi 26 juin 2008 : sept policiers sont tués dans l'attaque de leur commissariat du quartier de Daynile à Mogadiscio par des insurgés islamistes.

### Août 2008
- Samedi 23 août 2008 : deux journalistes indépendants, un photographe australien et une journaliste canadienne, sont enlevés aux abords de la capitale Mogadiscio avec un journaliste et deux chauffeurs somaliens.

### Septembre 2008
- Jeudi 25 septembre 2008 : des pirates ont capturé le cargo « Faina », battant pavillon du Belize, et contenant dans ses soutes d'importants stocks d'armes et de munitions, et des chars T-72.

### Novembre 2008
- Jeudi 5 novembre 2009 : quatre expatriés de l'ONG humanitaire « Action contre la faim », dont deux Françaises, et leurs deux pilotes belge et bulgare, sont pris en retenus en otage, après avoir été pris en embuscade par un groupe d'hommes en armes à Dhusa Mareb (580 km au nord de la capitale Mogadiscio).

- Mardi 11 novembre 2008 : huit pirates somaliens sont interceptés et fait prisonniers par la marine de guerre britannique lors d'une opération anti-pirates dans le golfe d'Aden.

- Mercredi 12 novembre 2008 :
  - Un navire-citerne turc, le "Karagol", avec 14 membres d'équipage est détourné par des pirates somaliens au large des côtes du Yémen[2]. Il transporte 4 500 tonnes de produits chimiques vers Bombay.
  - Des miliciens islamistes lourdement armés s'emparent du port  de Merka à 100 km au sud-ouest de Mogadiscio. Les milices pro-gouvernementales qui contrôlaient le port, régulièrement utilisé par le Programme alimentaire mondial des Nations unies (PAM) pour acheminer l'aide alimentaire destinée à la population somalienne, ont pris la fuite sans combattre[3].

- Vendredi 14 novembre 2008 : des pirates somaliens capturent au large des côtes du Kenya un bateau de pêche chinois et font prisonnier les 24 marins, dont 15 Chinois, 4 Vietnamiens, 3 Philippins, 1 Japonais et 1 Taïwanais. Selon le chef des pirates, les prisonniers seront punis car ils pêchaient dans les eaux territoriales somaliennes. Le bateau est retenu dans le port de Kismaayo, situé à 500 km au sud-ouest de Mogadiscio. Selon le Bureau maritime international de Kuala Lumpur, il s'agit du 82e bateau étranger attaqué par des pirates somaliens dans l'océan Indien et le golfe d'Aden pour l'année 2008[4].

- Lundi 17 novembre 2008 : des pirates somaliens capturent au large des côtes du Kenya un superpétrolier saoudien, le MV Sirius Star, d'un port en lourd de  318 000 tonnes. Son équipage de 25 personnes (Britanniques, Croates, Polonais, Saoudiens et Philippins) est capturé et le bateau et jette l'ancre près du port d'Harardere sur la côte nord du pays.

- Mardi 18 novembre 2008 : des pirates somaliens capturent au large des côtes du Yémen, un cargo de Hong Kong.

- Mercredi 19 novembre 2008 : le secrétaire général de l'ONU, Ban Ki-moon condamne les actes de piraterie au large de la Somalie et exprime son soutien aux efforts internationaux pour y mettre fin. Il déclare travailler « étroitement avec le gouvernement fédéral de transition (TGF) de Somalie, l'Organisation maritime internationale, l'Otan, l'Union européenne (UE) et d'autres pour la mise en place d'un effort international coordonné pour combattre la piraterie ». Selon les chiffres du Bureau maritime international, 94 bateaux ont été attaqués par des pirates somaliens dans l'océan Indien et le golfe d'Aden depuis le début de l'année, un phénomène en forte hausse.

- Jeudi 20 novembre 2008 :
  - Les pirates somaliens demandent une rançon de 25 millions de dollars pour libérer le supertanker MV Sirius Star et les 25 membres de son équipage.
  - Onze islamistes sont tués lors d'affrontements dans la capitale Mogadiscio.

- Vendredi 21 novembre 2008 : les pirates somaliens font appel aux milices islamistes armées pour les aider à protéger leurs prises et  tenter d'empêcher une éventuelle intervention des marines de guerre étrangères dont de nombreux navires commencent à patrouiller dans la zone en attendant le début de l'opération de l'Union européenne « Atalanta » qui doit démarrer le 8 décembre. L'ambassadeur russe auprès de l'Otan, Dmitri Rogozine, prône « une opération terrestre pour éliminer les pirates ». Les armateurs déroutent leurs bateaux par le cap de Bonne-Espérance, au sud de l'Afrique, une route plus longue et plus onéreuse, mais aussi plus sûre. Réunis d'urgence jeudi au Caire, les responsables des pays riverains de la mer Rouge se sont dits prêts à soutenir « toutes les options » pour lutter contre la piraterie. Le premier ministre somalien estime que l'éradication de la piraterie dans la région était liée au rétablissement d'institutions fortes en Somalie[5].

- Lundi 24 novembre 2008 : les pirates somaliens arraisonnent un cargo yéménite, le "MV Amani".

- Mardi 25 novembre 2008 : le gouvernement éthiopien annonce à l'Union africaine et à l'ONU que ses troupes seraient complètement retirées de Somalie « d'ici la fin de l'année », dans un courrier adressé à ces deux organisations.

- Mercredi 26 novembre 2008 : deux journalistes étrangers, un rédacteur britannique et un photographe espagnol, sont enlevés dans la province autoproclamée autonome du Puntland (nord).

- Vendredi 28 novembre 2008 : les pirates somaliens arraisonnent un cargo libérien, trois des marins pris en otages réussissent à s'enfuir et sont récupérés par la marine allemande.

### Décembre 2008
- Vendredi 12 décembre 2008 : les pirates somaliens relâchent le « MT Action », un pétrolier grec capturé le 10 octobre avec ses 20 membres d'équipage. Trois des marins ont disparu.

- Samedi 13 décembre 2008 : le premier ministre Nur Hassan Hussein et son gouvernement, dont l'action est jugée paralysée par les dissensions au sein du pouvoir, est limogé par le président Abdullah Yusuf Ahmed. Depuis son entrée en fonctions en novembre 2007 avec l'aide de l'ONU, le gouvernement de transition peinait à reprendre le contrôle du pays. Le président et le premier ministre étaient notamment en désaccord sur la stratégie à suivre à l'égard de l'opposition islamiste[6].

- Mardi 16 décembre 2008 : 
  - Trois nouveaux bateaux - deux navires de commerce (un cargo turc et un remorqueur malaisien) et un plaisancier - sont capturés par des pirates somaliens dans le golfe d'Aden.
  - Le président Abdullah Yusuf Ahmed nomme Mohamoud Mohamed Gouled en tant que premier ministre de transition malgré l'opposition du Parlement.

- Mercredi 17 décembre 2008 : les pirates somaliens attaquent un bateau chinois dans la golfe d'Aden. Les forces de la coalition réussissent à repousser l'attaque et à libérer les 30 marins chinois.

- Vendredi 19 décembre 2008 : un rapport de l'ONU dénonce un important trafic d'armes, depuis 16 ans, entre le Yémen et la Somalie avec un financement par l'Érythrée.

- Samedi 20 décembre 2008 : la Chine annonce l'envoi de 3 navires de guerre — deux destroyers et un navire de ravitaillement — dans le Golfe d'Aden pour lutter contre la piraterie maritime au large de la Somalie car plusieurs navires chinois ont été attaqués ces derniers mois. Ils partiront le 26 décembre pour rejoindre la flotte internationale déjà sur place.

- Lundi 22 décembre 2008 :
  - Selon Ahmedou Ould-Abdallah, envoyé spécial de l'ONU pour la Somalie, « la région veut sonner la fin d'une récréation de presque 20 ans pendant laquelle les Somaliens ont détruit leur pays […] Il y a en Somalie un génocide qui ne dit pas son nom, avec des générations entières sacrifiées; les [dirigeants] somaliens sont secoués par les menaces de sanctions […] ils ont peur de la fin de l'impunité […] On est dans l'urgence, surtout avec le retrait annoncé de l'Éthiopie et on ne peut pas se dérober devant nos responsabilités »[7].
  - Le Conseil de paix et de sécurité de l'Union africaine décide de « prolonger de deux mois » le mandat de la force de paix africaine en Somalie (Amisom) qui expirait à la fin décembre.

- Mardi 23 décembre 2008 : la marine russe annonce la prolongation, de 15 jours jusqu'à mi-janvier 2009, de la mission du patrouilleur "Neoustrachimy" (l'Intrépide) chargé d'assurer la protection des navires contre les pirates dans la région de la corne d'Afrique.

- Mercredi 24 décembre 2008 : le premier ministre Mohamoud Mohamed Gouled, nommé le 16 décembre, donne sa démission.

- Jeudi 25 décembre 2008 : des pirates somaliens attaquent un cargo égyptien au large des côtes du Yémen, faisant un blessé. Deux frégates allemandes réussissent à les faire fuir.

- Vendredi 26 décembre 2008 : les dirigeants du mouvement Ahlu Sunna Waljamaca, groupe sunnite pro-gouvernemental, qui revendiquait dernièrement la prise de deux villes, Galinsoor et « la plus grande partie » de Dusamareeb est sous notre contrôle", déclare : « Nous sommes déterminés à les évincer de tout le pays » et annonce que ses hommes ont repris le contrôle de Gurael, ville-marché à 370 km au nord de Mogadiscio.

- Lundi 29 décembre 2008 : le président de transition Abdullahi Yusuf Ahmed, annonce sa démission devant le Parlement après quatre années de pouvoir : « J'avais promis de rendre le pouvoir si je ne pouvais pas ramener la paix, la stabilité ainsi que la démocratie en Somalie ».

- Mardi 30 décembre 2008 : des combats au mortier entre les forces gouvernementales et les insurgés islamistes, dans le quartier du marché de Bakara à Mogadiscio, causent la mort de neuf personnes, dont deux femmes, et en blessent au moins 20 autres, transportées à l'hôpital Medina, principal établissement hospitalier de la capitale.